# Station Renescure
Station Renescure is een spoorwegstation in de Franse gemeente Ruisscheure.